# Federico Cúneo de la Piedra
Federico Augusto Cúneo de la Piedra (Lima, 5 de septiembre de 1953) es un contador, empresario, ejecutivo y dirigente deportivo peruano. Fue presidente del club Sporting Cristal en dos oportunidades, la primera entre 1990 y 1993 y, la segunda, entre 2014 y 2018. Durante sus gestiones fue campeón nacional en cuatro ocasiones: 1991, 2014, 2016 y 2018 por lo que es el presidente del club con mayor número de campeonatos nacionales en la historia del club. Postuló, además, dos veces a la presidencia de la Federación Peruana de Fútbol, en 2007 y 2014, sin éxito en ninguna de ellas. 
Paralelamente a su actividad como dirigente deportivo, Cúneo de la Piedra desempeñó varios cargos en diversas organizaciones privadas. Fue director y socio de AMROP Perú, director de negocios en Ernst & Young entre 2003 y 2005 y CFO del Bank Boston  entre 1996 y 2002. Participa, además, como miembro del directorio de varias empresas. Se graduó como contador en la Eastern Michigan University y cuenta con varios posgrados.